# Liquid Tension Experiment 3
Albums de Liquid Tension Experiment
Liquid Tension Experiment 2
(1999)
Singles
1. The Passage of Time
Sortie : 22 janvier 2021
2. Beating the Odds
Sortie : 26 février 2021
3. Hypersonic
Sortie : 24 mars 2021

Liquid Tension Experiment 3, parfois abrégé LTE3, est le troisième album studio du supergroupe du metal progressif instrumental Liquid Tension Experiment, sorti le 16 avril 2021 sous le label Inside Out Music,. C'est le premier album du groupe en 22 ans, après Liquid Tension Experiment 2 sorti en 1999.
La formation est identique à celle des deux premiers albums : John Petrucci (Dream Theater) à la guitare, Jordan Rudess (Dream Theater) au clavier, Mike Portnoy (Sons of Apollo, Transatlantic, Flying Colors, Dream Theater) à la batterie et Tony Levin (King Crimson, Peter Gabriel, Stick Men (en)) à la basse.

## Liste des titres
| 1.    | Hypersonic                                               | 8:22  |
| 2.    | Beating the Odds                                         | 6:09  |
| 3.    | Liquid Evolution                                         | 3:23  |
| 4.    | The Passage of Time                                      | 7:32  |
| 5.    | Chris & Kevin's Amazing Odyssey                          | 5:04  |
| 6.    | Rhapsody in Blue (joué à l'origine par: George Gershwin) | 13:16 |
| 7.    | Shades of Hope                                           | 4:42  |
| 8.    | Key to the Imagination                                   | 13:14 |
| 61:42 |                                                          |       |

| A Night at the Improv (disque bonus) | A Night at the Improv (disque bonus) | A Night at the Improv (disque bonus) | A Night at the Improv (disque bonus) | A Night at the Improv (disque bonus) | A Night at the Improv (disque bonus) | A Night at the Improv (disque bonus) | A Night at the Improv (disque bonus) | A Night at the Improv (disque bonus) | A Night at the Improv (disque bonus) |
| No                                   | Titre                                | Durée                                |                                      |                                      |                                      |                                      |                                      |                                      |                                      |
| ------------------------------------ | ------------------------------------ | ------------------------------------ | ------------------------------------ | ------------------------------------ | ------------------------------------ | ------------------------------------ | ------------------------------------ | ------------------------------------ | ------------------------------------ |
| 1.                                   | Blink of an Eye                      | 10:28                                |                                      |                                      |                                      |                                      |                                      |                                      |                                      |
| 2.                                   | Solid Resolution Theory              | 10:02                                |                                      |                                      |                                      |                                      |                                      |                                      |                                      |
| 3.                                   | View from the Mountaintop            | 5:24                                 |                                      |                                      |                                      |                                      |                                      |                                      |                                      |
| 4.                                   | Your Beard Is Good                   | 14:31                                |                                      |                                      |                                      |                                      |                                      |                                      |                                      |
| 5.                                   | Ya Mon                               | 15:24                                |                                      |                                      |                                      |                                      |                                      |                                      |                                      |
| 55:48                                |                                      |                                      |                                      |                                      |                                      |                                      |                                      |                                      |                                      |

## Crédits
- Tony Levin – basse
- John Petrucci – guitare
- Mike Portnoy – batterie
- Jordan Rudess – clavier